# Glacier Express
Glacier Express (GEX) je direktni vlak, ki povezuje železniški postaji dveh večjih gorskih letovišč Zermatt in St. Moritz prek Andermatta v osrednjih švicarskih Alpah. Vlak ni »ekspres« v smislu, da je vlak za visoke hitrosti, temveč v smislu, da z enim sedežem zagotavlja 8-urno vožnjo od konca do konca 291 km potovanja in izpušča postanke lokalnih vlakov. Glacier Express je znan kot najpočasnejši hitri vlak na svetu. Ker sta St. Moritz in Zermatt dom dveh dobro znanih gora, naj bi Glacier Express vozil tudi od Matterhorna do Piz Bernina.
Potovanje iz Zermatta se začne v slepi alpski dolini, Mattertal, tik pod svetovno znanim Matterhornom na nadmorski višini 1606 m, preden se spusti v ogromno dolino Valais v Brigu. Prečka 291 kilometrov dolgo pot skozi središče švicarskih Alp, preko 291 mostov, skozi 91 predorov, kot je 15,4 km dolg bazni predor Furka na nadmorski višini 1500 m, da bi obšel prelaz Furka, naredi vmesni postanek v Andermattu v osamljeni visoki alpski dolini, samo da prečka njegovo najvišjo točko na prelazu Oberalp na 2033 m, da bi se spustil na najnižjo točko v Churu na 585 m. Iz Chura, glavnega mesta kantona Graubünden, se GEX vrne nazaj na višje nadmorske višine, da doseže letovišče St. Moritz v nadaljnji dolini na jugu. Prej, preden so potniki prečkali pogorje Albula s predorom na višini 1800 metrov, so lahko v Filisurju prestopili na povezovalni vlak, da bi dosegli Davos na vzhodu.
Od leta 2017 vlak upravlja Glacier Express AG, kooperacija v skupni lasti nekdanjih operaterjev Matterhorn Gotthard Bahn (MGB) in Rhätische Bahn (RhB). Večji del svojega potovanja poteka tudi vzdolž in skozi območje svetovne dediščine, znano kot Retijska železnica, v pokrajinah Albula / Bernina.
Prvi Glacier Express je začel voziti 30. junija 1930 ob 07.30 v Zermattu. Sprva so ga upravljale tri železniške družbe: Visp-Zermatt-Bahn (VZ), Furka Oberalp Bahn (FO) in RhB. Od leta 2003 vlak upravljata RhB in MGB, ki sta nastala z združitvijo BVZ in FO. Od leta 2017 Glacier Express AG, ki je v lasti obeh nekdanjih operaterjev, vozi istoimenski vlak.
Celotna proga je metrska (ozkotirna), s 23,9 kilometri z uporabo sistema z zobato letvijo za vzpenjanje po strmih klancih in za nadzor spusta.

## Zgodovina

### Zgodnja leta
Dokončanje zadnjega dela FO leta 1926 je kantonoma Valais in Graubünden omogočilo nadaljnji turistični razvoj. Zlasti je bila postavljena pot za uvedbo Kurswagen (preko avtobusov) med Brigom in Churom ter med Brigom in St. Moritzom.
V začetku junija 1930 je bila takratna proga Visp–Zermatt Bahn podaljšana do Briga z odprtjem metrske proge vzdolž doline Rone med Vispom in Brigom. Prvič je bilo mogoče voziti z avtobusi vse od Zermatta do St. Moritza in nazaj. 25. junija 1930 je prvi vlak takšnih vagonov odpeljal iz Zermatta v St. Moritz pod imenom Glacier Express. Ime novega vlaka je počastilo Ronski ledenik, ki je blizu vasi Gletsch na prelazu Furka.
Do leta 1982 je Glacier Express obratoval samo v poletnih mesecih, ker sta bila oba prelaza Furka in Oberalp pozimi zasnežena. Sprva je bil vlak sestavljen iz salonskih in potniških vagonov od prvega do tretjega razreda, ki so jih dobavila vsa tri sodelujoča železniška podjetja. Med postajama Chur in Disentis/Mustér so lahko potniki uživali v toplem kosilu v vagon-jedilnici Mitropa. Od leta 1933 so bili vagoni Glacier Express priključeni na običajne potniške vlake med Brigom in Zermattom.
V prvih letih Glacier Expressa so bile za vleko Glacier Expressa na BVZ in RhB uporabljene električne lokomotive, na FO pa so bile uporabljene parne lokomotive. To se je spremenilo v letih 1941-1942, ko je bila na FO nameščena vozna mreža, ki je omogočila popolnoma električno delovanje na celotni dolžini poti. Vendar pa zaradi druge svetovne vojne med letoma 1943 in 1946 niso vozili nobeni vmesni vlaki.
Po ponovni uvedbi dnevnega vlaka leta 1948 je bila storitev vagon-restavracija razširjena od Disentisa/Mustéra do vrha prelaza Oberalp. Med letoma 1950 in 1970 sta tako BVZ kot RhB uvedla nove razrede lokomotiv, ki so, ko so bile priključene na Glacier Express, omogočile skrajšanje voznega reda. Medtem se je storitev restavracijskega vagona razširila še na Andermatt.

### Celoletno delovanje
Leta 1981 se je končalo obdobje Glacier Expressa z dokončnim zimskim zaprtjem proge FO čez prelaz Furka in skozi predor Furka Summit Tunnel med Oberwaldom, Gletschom in Realpom. Junija 1982 je to progo FO zamenjal na novo odprt bazni predor Furka. Posledica tega je bila, da Glacier Express ni bil samo odklopljen od istoimenskega Ronskega ledenika, ampak je zdaj lahko tudi prvič deloval vse leto.
Takrat so BVZ, FO in RhB izkoristili priložnost za ponovni zagon Glacier Expressa kot turistične atrakcije. Promocijsko gradivo se je osredotočalo na status vlaka kot »najpočasnejšega hitrega vlaka na svetu«, ki je prevozil 291 km, 91 predorov in več kot 291 mostov. Poseben promocijski vinski kozarec na poševnem podstavku je poudaril strmino nekaterih delov poti. Število potnikov je naraslo z 20.000 leta 1982 na več kot 53.000 leta 1983 in na nekaj več kot 80.000 leta 1984.

### Najnovejši dogodki
Leta 1985 je bil vozni red Glacier Expressa popolnoma spremenjen. Med letoma 1986 in 1993 sta BVZ in FO vložila skoraj 40 milijonov švicarskih frankov v izdelavo 18 novih panoramskih vagonov prvega razreda. Do leta 2005 je vsako leto z Glacier Expressom potovalo več kot 250.000 potnikov.
Leta 2006 so v vlaku posneli nekaj prizorov dokumentarnega filma Alpe, voznemu parku Glacier Express pa so dodali še nove panoramske vagone. 7. julija 2008 sta bili železnica Albula in železnica Bernina skupaj vpisani na seznam Unescove svetovne dediščine pod imenom Retijska železnica v pokrajinah Albula / Bernina. Trenutno je Glacier Express še posebej priljubljen med turisti iz Nemčije, Japonske in vse bolj Indije.
Leta 2013 je bila direktna povezava z Davosom ukinjena zaradi vse manjšega števila potnikov in neugodnih gospodarskih razmer.
V letu 2018 sta bili uvedeni dve dodatni poletni storitvi. Vsako jutro en prevoz odpelje iz Zermatta v Chur in en odhod iz St. Moritza v Brig. Ti prevozi nato potujejo nazaj popoldne.

### Iztirjenje 2010
23. julija 2010 se je vlak Glacier Express iztiril blizu mesta Fiesch na progi Matterhorn Gotthard Bahn. En potnik je umrl, 42 pa jih je bilo ranjenih. Za nesrečo je bila kriva človeška napaka.

## Itinerarij

### Linija Albula
Kmalu po odhodu s postaje St. Moritz (1775 m) v Graubündnu vlak pelje mimo Samedana in Beverja na visoki planoti Engadin. Tam nadaljuje v Val Bever, preden vstopi v predor Albula na 1815 m pod prelazom Albula. Po predoru vlak pelje skozi Predo, prvo postajo v dolini Albula, in nadaljuje proti Bergünu/Bravuognu. Med tema dvema vasema mora vlak skozi številne spirale zaradi velike višinske razlike na kratki razdalji (400 m za 5 km).
Po drugi spirali vlak doseže Filisur na koncu doline pri (1032 m). Od tam vlak pelje mimo viadukta Landwasser, ki je najbolj simbolična znamenitost železniške proge, in nadaljuje proti Suchisu (720 m), kjer doseže Posterior Rhine in mu sledi do mesta Chur (585 m).

### Odsek Oberalp
Od mesta Chur vlak sledi toku Rena skozi sotesko Ruinaulta in se počasi vzpenja po dolini proti Ilanzu (698 m), Disentisu/Mustéru (1142 m) in Sedrunu (1404 m). Od Sedruna postane linija strma in končno doseže svoj vrh, prelaz Oberalp na 2033 m. Od tam vlak vstopi v kanton Uri v osrednji Švici in se nadaljuje do Andermatta (1447 m).

### Odsek Furka
Iz Andermatta gre vlak naprej v dolino, imenovano Urseren, mimo vasi Hospental (1452 m) in Realp (1538 m). Od tam vlak vstopi v bazni predor Furka, zapusti staro železniško progo, ki se vzpenja na prelaz Furka (ki ga danes upravlja Furka Cogwheel Steam Railway) in se pojavi v Oberwaldu (1368 m) v dolini Goms v kantonu iz Valaisa. Vlak nato nadaljuje proti Brigu, sledi toku reke Rone in pelje mimo vasi Ulrichen (1346 m), Münster-Geschinen (1359 m) in Fiesch (1049 m), preden gre skozi drugo spiralo.

### Linija Mattertal
See also: Brig-Visp-Zermatt-Bahn
Od Briga (678 m) vlak nadaljuje do Vispa (651 m), nato vstopi v dolino Mattertal in se povzpne mimo vasi Stalden (799 m), St. Niklaus (1127 m) in Randa (1408 m), kjer je leta 1991 spektakularen plaz ruševin popolnoma prekinil povezavo med železnico in cesto. Täsch (1450 m) je pomembna postaja, saj je konec odprte ceste in s tem terminal za avtomobiliste. Po strmejšem odseku vlak končno prispe v Zermatt na 1616 m, po skoraj 8 urah potovanja.

### Druga literatura
- Brunhouse, Jay (september 2005). »All Aboard » 75 years' Glacier Express«. International Travel News. Pridobljeno 2. aprila 2013.{{navedi novice}}:  Vzdrževanje CS1: samodejni prevod datuma (povezava)
- Brunhouse, Jay (Oktober 2007). »All Aboard! » New Premium Glacier Express«. International Travel News. Pridobljeno 2. aprila 2013.